# Provincia de Đăk Nông
La provincia de Dak Nong (en vietnamita: Đăk Nông o Ðắc Nông) fue una de las provincias que conformaban la organización territorial de la República Socialista de Vietnam. existió desde 2004 hasta que se fusionó con la provincia de Lâm Đồng en 2025.

## Geografía
Dak Nong se localiza en la región de las Tierras Altas Centrales. La provincia mencionada posee una extensión de territorio que abarca una superficie de 6.514,5 kilómetros cuadrados.

## Demografía
La población de esta división administrativa es de 397.500 personas (según las cifras del censo realizado en el año 2005). Estos datos arrojan que la densidad poblacional de esta provincia es de 61,02 habitantes por cada kilómetro cuadrado.

## Economía
Al igual que la provincia de Dak Lak, el café, la pimienta y el caucho son los productos más importantes de Dak Nong. Es un potencial destino turístico. Hay muchos lugares hermosos como las cascadas de Ba Tang, Dieu Thanh, y Nam Nung Pine Hill.